# كادري أيتاتش
كادري أيتاتش (بالتركية: Kadri Aytaç)‏ (مواليد 6 أغسطس 1931) هو لاعب كرة قدم. يلعب مع منتخب تركيا لكرة القدم. سبق له أن لعب في كأس العالم لكرة القدم مع منتخب بلاده.

## روابط خارجية
- كادري أيتاتش على موقع الاتحاد الدولي (مؤرشف)  (الإنجليزية)
- كادري أيتاتش على موقع اتحاد تركيا (لاعب) (الإنجليزية)
- كادري أيتاتش على موقع اتحاد تركيا (مدرب) (الإنجليزية)
- كادري أيتاتش على موقع قاعدة بيانات كرة القدم.إي يو (الإنجليزية)
- كادري أيتاتش على موقع ناشيونال فوتبول تيمز (الإنجليزية)
- كادري أيتاتش على موقع Soccerway.com (الإنجليزية)
- كادري أيتاتش على موقع عالم كرة القدم.نت (الإنجليزية)